# Overval op het Huis van Bewaring (Leeuwarden)
De Overval op het Huis van Bewaring de Blokhuispoort te Leeuwarden is een gevangenisontsnapping, uitgevoerd tijdens de Tweede Wereldoorlog door het Nederlands verzet op 8 december 1944.

## Achtergrond
Het oorspronkelijke doel was om de gevangenen te bevrijden tegen het einde van de oorlog als de Duitsers deze mensen mogelijk zouden proberen om te brengen. Uiteindelijk werd de overval vervroegd omdat gevangen genomen verzetslieden bij verhoren dreigden door te slaan.

## Voorbereiding
Het plan werd door Piet Oberman (verzetsnaam Piet Kramer), Willem Stegenga en Egbert Bultsma opgesteld. Het plan moest zo uitgevoerd worden dat de Duitsers en hun handlangers er niets van zouden merken. Dit bleek echter nog niet zo eenvoudig, aangezien het hoofdkwartier van de Landwacht op een steenworp afstand lag. Het hoofdkantoor van de SD lag echter op een flinke afstand. De Wehrmacht was gelegerd bij het Leeuwarder vliegveld, even buiten de stad; wat inhield dat er binnen de kortste keren een hele groep landwachters en soldaten, met in hun kielzog de SD,opgeroepen konden worden om de operatie te 'verstoren'. Het was dus in het belang van het verzet dat de operatie zo geruisloos mogelijk plaats zou vinden; het liefst zoals een half jaar eerder bij de geslaagde overvallen op de Koepelgevangenis van Arnhem.

## Uitvoering
Op 8 december 1944, kwart voor zes, meldden zich twee politiemannen met drie gevangenen en een insluitingsbevel bij de gevangenis. De wacht van het Huis van Bewaring kreeg even daarvoor telefoon dat drie zwarthandelaren zouden worden afgeleverd. De politiemannen en de drie gevangenen waren in werkelijkheid leden van de Friese knokploeg. Binnen de poort overmeesterden ze de wachters en lieten ze andere leden van de knokploeg binnen.
Bij de overval werden 51 mensen, onder wie vele verzetslieden, uit hun cel bevrijd. Hierbij is geen enkel schot gelost.

## Deelnemers
- Jacob Abels
- Jan Barendsma
- Egbert Bultsma
- Sijmon Cuiper
- Hans Deinum
- Christiaan Hofing
- Goffe Hoogsteen
- Johannes Kolf
- Willem Lieuwe Leistra
- Gerrit Jan Niesing
- Piet Oberman
- Gerben Oppewal
- Hepke Paauw
- Jantinus Pieters
- Gerard Reeskamp
- Henk Rijpkema
- Ernst Hendricus Rob
- Pieter Marinus Schuddeboom
- Pieter Jan Stavast
- Willem Stegenga
- Taco van der Veen
- Jan Gerardus Visser
- Jelle Visser
- Johannes Theodorus Anthonius Willemse
- Alle Ytsma
- Tjitze van ’t Zet

## Verfilming
De overval is in 1962 verfilmd door Paul Rotha en is getiteld De Overval.